# Meurtre de Desirée Mariottini
Le meurtre de Desirée Mariottini est une affaire criminelle qui se déroule à Rome en Italie le 18 octobre 2018. Le corps de Desirée Mariottini, 16 ans, est retrouvé dans la nuit du 18 octobre 2018 au 19 octobre 2018 dans un bâtiment abandonné du quartier San Lorenzo à Rome. Un groupe d'immigrés illégaux est accusé du viol collectif et du meurtre.

## Contexte
Le contexte en Italie est tendu sur la question des migrants et l'élection de la Ligue du Nord au pouvoir.
Ce meurtre fait écho à plusieurs autres commis par des migrants comme celui d'Ashley Ann Olsen ou celui de Pamela Mastropietro. À la suite du meurtre et du démembrement de cette dernière, Luca Traini, un militant d'extrême droite italien avait attaqué en représailles un groupe d'immigrés africains.

## Le crime
Au soir du 17 octobre 2018, Desirée Mariottini, 16 ans, appelle sa famille pour les informer qu’ayant manqué l’autobus, elle allait rester dormir chez un ami.
Desirée Mariottini a été droguée et abusée sexuellement dans un repaire de drogués dans les ruines d'une propriété abandonnée depuis longtemps dans le quartier universitaire romain de San Lorenzo,. Alors qu'elle était inconsciente, Desirée a été abusée à plusieurs reprises par différentes personnes. La reconstitution démontre qu'elle se serait droguée dès l'après-midi du 18 octobre, et elle serait morte dans la nuit du 19 octobre et qu'elle aurait été abusée alors qu'elle était mourante. Les enquêtes menées par la police de Rome et par le commissariat de San Lorenzo confirment ces faits,.

## Enquête
Selon l'autopsie, Desirée Mariottini a été assassinée au moyen d'une administration de drogues entraînant une overdose. Elle souffrait de toxicomanie.
Un Sénégalais a déclaré au poste de police avoir vu la scène du viol. Selon ses dires, la jeune fille aurait été abusée par six ou sept hommes d'Afrique et du Maghreb dealers de drogue. C'est ce témoignage qui a révélé le viol. La mort de Desirée serait sinon sans doute passée pour une overdose seule.
Le 25 octobre, deux personnes sont arrêtées pour ce meurtre : Mamadou Gara (26 ans) et Brian Minteh (43 ans), tous deux sénégalais, vivant illégalement en Italie, sont accusés, avec d'autres suspects, de violence sexuelle collective, de possession de drogue et d'homicide volontaire. La police recherche au moins deux autres hommes impliqués dans le meurtre. Les suspects sont identifiés après une série de témoignages et de découvertes dans le bâtiment où le corps a été retrouvé. Par la suite, Alinno Chima, 40 ans, originaire du Nigeria, est arrêté,,, puis le 26 octobre 2018, une quatrième arrestation a lieu, celle de Yusif Salia de Gambie. Aucun des interpellés n'avait de documents légaux pour résider en Italie.

## Autopsie
L'autopsie a confirmé que Desirée Mariottini était vierge avant les faits criminels,.

## Suites de l'affaire
Desirée Mariottini a été enterrée le dimanche 30 octobre à Cisterna di Latina lors d'une cérémonie suivie par des centaines de personnes ; la maire de Rome, Virginia Raggi, a déclaré une journée de deuil,.

### Visite de Matteo Salvini sur la scène de crime
Le 24 octobre 2018, le ministre italien de l'Intérieur, Matteo Salvini, leader de la Ligue du Nord, s'est rendu dans le bâtiment abandonné où le corps de la jeune fille avait été trouvé,.
Des activistes du quartier San Lorenzo, traditionnellement de gauche, ont empêché Matteo Salvini de placer une rose devant le repaire de drogués où la victime avait été trouvée, et ont accusé Salvini d'exploiter sa mort. D'autres activistes de droites l'encourageaient en même temps à faire comme Benito en référence à Mussolini. Matteo Salvini est revenu sans prévenir plus tard dans la journée et a placé des fleurs devant l'entrée. À propos des criminels, Matteo Salvini déclare qu'ils « payeront leur abomination sans pitié ».
Selon des analystes de la politique locale romaine, Salvini voulait montrer sa présence de manière démonstrative avec comme perspective, la conquête de Rome lors des prochaines élections. Le maire Virginia Raggi du parti Mouvement 5 étoiles, n'a apparemment pas apprécié cette visite et a déclaré que « Salvini ne comprenait pas Rome ».

### Déclaration du président du Parlement européen, Antonio Tajani
Antonio Tajani, président du Parlement européen, a déclaré que la tragédie de Desirée « doit être la dernière qui se passe en Italie et à Rome, une ville abandonnée où la dégradation , morale et sociale est évidente, il faut plus de contrôles dans la ville, plus d'hommes et de femmes de la police sont nécessaires, surtout la nuit ».

### Décision de Virginia Raggi, maire de Rome
La maire de Rome, Virginia Raggi, décide de proclamer un « jour de deuil » de la ville à l'occasion des funérailles de Desirée Mariottini . Elle déclare également l'intention des autorités municipales de faire démolir l'édifice. Dans un article sur les médias sociaux, elle a déclaré « qu'en tant que maire, en tant que femme et maire de la ville, elle ne pouvait pas tolérer l'idée de ce crime et l'a qualifié de crime atroce ».
Dans la soirée du 25 octobre 2018, une procession aux flambeaux spontanée des habitants de Rome San Lorenzo est organisée pour demander « justice pour Desirée »,.

### Manifestations contre la maire de Rome
Le 27 octobre 2018, les citoyens de Rome protestent contre la détérioration de la ville, dans laquelle certains endroits comme la Via Dei Lucani no 22 s'écroulent et sont abandonnés à l'insouciance et, surtout, aux criminels et trafiquants de drogue.

## Analyses
Selon le journaliste Oliver Meiler du Basler Zeitung, la mort de cette jeune fille est devenu un symbole du triste déclin de la capitale italienne. En effet, San Lorenzo n'est pas une banlieue, ce quartier se trouve au cœur de Rome. C'est devenu un site de trafic de drogue où les dealers sont africains et la marchandise vient de Naples, de la Camorra. La police n'y intervient plus qu'avec de gros renforts.

## Le procès
Le procès debute à Rebibbia le 4 décembre 2019. Quatre personnes paraîtront devant les juges, le  Nigérien Alinno Chima, le Ghanéen Yusef Salia et les Sénégalais Brian Minthe et Mamadou Gara dit « Paco ». Ils sont accusés par le ministère public de Rome, de violences sexuelles collectives, d'homicide volontaire, ainsi que de cession et d'administration de drogues à des mineurs,.

## Autour de l'affaire
Le 16 avril 2014, à Latina, parmi les huit arrestations pour trafic de drogue figure Gianluca Zuncheddu le père de Désirée..